# Gerhard Kapl

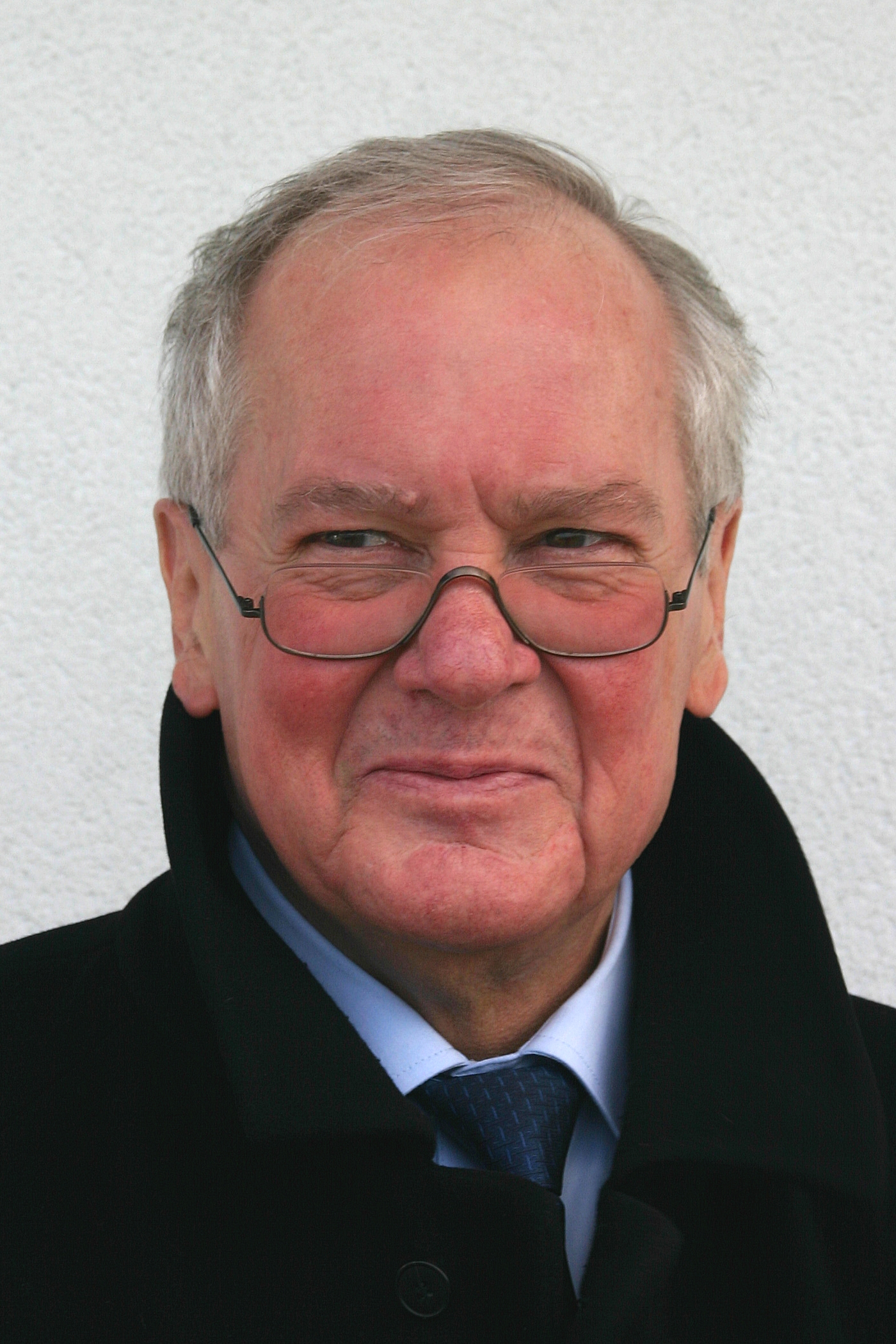
Gerhard Kapl (2009)

Gerhard Kapl (Wels, 11 november 1946 – Graz, 26 juli 2011) was een voetbalscheidsrechter uit Oostenrijk, die vanaf 2003 vicepresident was van de Oostenrijkse voetbalbond (ÖFB). Daarnaast fungeerde hij na zijn scheidsrechterloopbaan onder meer als discipline-inspecteur en stadionexpert voor de UEFA. Hij overleed op 64-jarige leeftijd.

## Interlands
| Datum      | Wedstrijd                    | Uitslag | Competitie        | Kreeg geel | Kreeg voor de tweede keer geel en dus rood | Weggestuurd |
| ---------- | ---------------------------- | ------- | ----------------- | ---------- | ------------------------------------------ | ----------- |
| 22-12-1990 | Kroatië – Roemenië           | 2 – 0   | Vriendschappelijk | 2          | 0                                          | 0           |
| 03-03-1991 | Cyprus – Hongarije           | 0 – 2   | EK-kwalificatie   | 2          | 0                                          | 0           |
| 30-10-1991 | Griekenland – Finland        | 2 – 0   | EK-kwalificatie   | 3          | 0                                          | 0           |
| 25-03-1992 | Tsjecho-Slowakije – Engeland | 2 – 2   | Vriendschappelijk | ?          | ?                                          | ?           |
| 26-08-1992 | Turkije – Bulgarije          | 3 – 2   | Vriendschappelijk | ?          | ?                                          | ?           |
| 11-11-1992 | Albanië – Letland            | 1 – 1   | WK-kwalificatie   | ?          | ?                                          | ?           |
| 08-09-1999 | Israël – San Marino          | 8 – 0   | EK-kwalificatie   | 1          | 0                                          | 0           |